# Jacques Dufourcq
Pour les articles homonymes, voir Dufourcq.

a Compétitions nationales et continentales officielles uniquement.

b Matchs officiels uniquement.
Dernière mise à jour le 8 juillet 2013.
Jacques Dufourcq, né le 19 août 1881 à Salies-de-Béarn et mort le 31 octobre 1975 dans la même ville, est un médecin et joueur français de rugby à XV, qui a joué avec l'équipe de France au poste de troisième ligne aile. Dufourcq est l'international numéro 7 dans l'histoire du l'histoire du XV de France.
En effet, le docteur Jacques Dufourcq dispute le tout premier match officiel de l'histoire du XV de France, le 1er janvier 1906, face aux All Blacks, alors en tournée européenne,. Troisième-ligne de formation, Dufourcq occupe également le poste de deuxième ligne.
Jacques Dufourcq est également titualire lors du match où l'équipe de France inaugure sa première tenue tricolore (maillot bleu, culotte blanche et bas rouges).
Dufourcq fut maire de sa ville natale Salies-de-Béarn.

## Biographie
Fils de Henri Dufourcq, pharmacien de Salies-de-Béarn, et de Jeanne Marie Josèphe de Coulloumme-Labarthe, le jeune Dufourcq se destine à une carrière dans la médecine.

Jacques Dufourcq découvre le rugby et la barette avec les Coquelicots de Pau du lycée de Pau avec Hélier Thil. Il se rend ensuite à Bordeaux dans le cadre de ses études de médecine. Il joue en club au Stade bordelais à partir de 1901 (où il retrouve Hélier Thil), au BEC et à la Section paloise. 

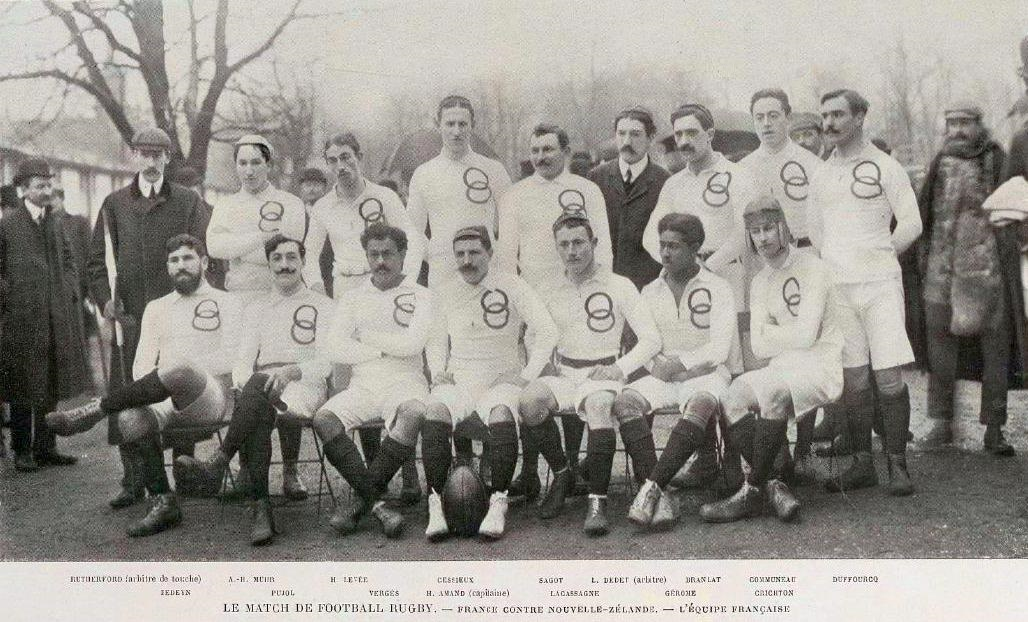
L'équipe de France de rugby face à la Nouvelle-Zélande, en janvier 1906

Jacques Dufourcq dispute le premier match officiel du XV de France USFSA le 1er janvier 1906, face aux Originals (les futurs All Blacks de Nouvelle-Zélande) alors en tournée européenne. Ce match, arbitré par Louis Dedet, est disputé au Parc des Princes devant 3 000 spectateurs et se termine par une victoire des Néo-Zélandais par 38 à 8,. Le capitaine Henri Amand a l'honneur d'être le premier capé du rugby français. Cette équipe comporte aussi un Anglais, William Crichton ainsi qu'un Américain, Allan Muhr.

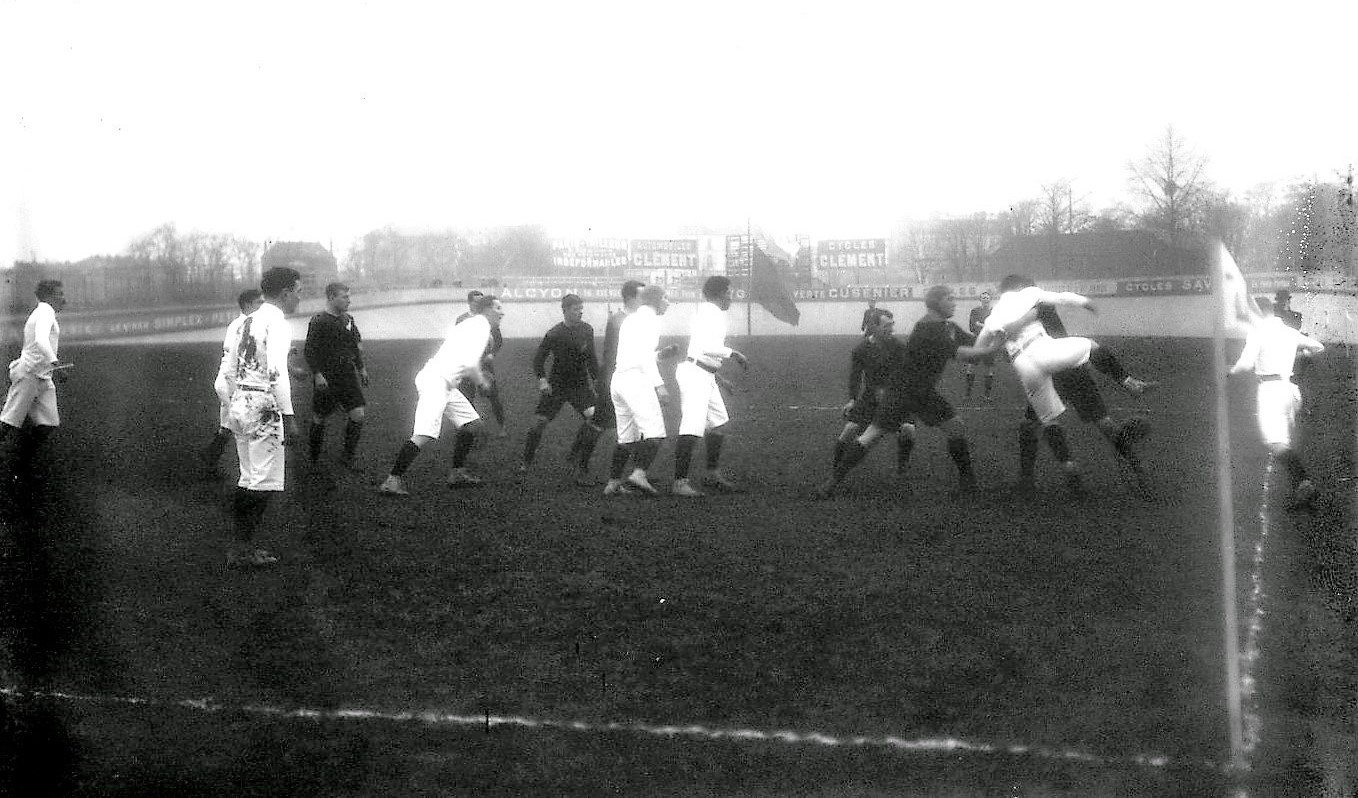
Le premier match de l'équipe de France de rugby face à la Nouvelle-Zélande, en janvier 1906 au Parc des Princes à Paris.

Le 22 mars, l'équipe de France, qui inaugure sa première tenue tricolore (maillot bleu, culotte blanche et bas rouges), rencontre l'Angleterre au Parc des Princes et perd 8 à 35. Ce résultat honorable conduit les Anglais à jouer un match annuel contre le XV de France, ils sont imités un an plus tard par les Gallois puis par les Irlandais.
Jacques Dufourcq joue trois test matchs le 22 mars 1906 contre l'équipe d'Angleterre, ce fut aussi le deuxième match international du XV de France, puis le 5 janvier 1907 contre l'Angleterre, et enfin le 2 mars 1908 contre le pays de Galles.
Il exerce la profession de médecin à Salies-de-Béarn. Il revient à Salies en 1908.
Revenu à la Section paloise, Dufourcq dispute le match inaugural du stade de la Croix du Prince.
Dufourcq fut le fondateur du Stade salisien en 1906,.
Médecin et maire de sa ville natale, il siège au conseil général des Basses-Pyrénées pour le canton de Salies-de-Béarn de 1919 à 1951.[réf. nécessaire]

## Palmarès
- 4 sélections en équipe de France
- Sélections par année : 2 en 1906, 1 en 1907, 1 en 1908
- Quatre titres nationaux de 1904 à 1907 avec le Stade bordelais [18]

### Matchs internationaux
| #  | Date             | Lieu                        | Adversaire       | Résultat | Points marqués | Competition |
| -- | ---------------- | --------------------------- | ---------------- | -------- | -------------- | ----------- |
| 1. | 1er janvier 1906 | Parc des Princes (Paris)    | Nouvelle-Zélande | 8-38     | 0 point        | Test match  |
| 2. | 22 mars 1906     | Parc des Princes (Paris)    | Angleterre       | 8-35     | 0 point        | Test match  |
| 3. | 5 janvier 1907   | Athletic Ground (Londres)   | Angleterre       | 13-41    | 0 point        | Test match  |
| 4. | 2 mars 1908      | Cardiff Arms Park (Cardiff) | Pays de Galles   | 4-36     | 0 point        | Test match  |